# Molini di Triora
Lucinasco (en ligur Moin de Triêua) és un comune italià, situat a la regió de la Ligúria i a la província d'Imperia. El 2015 tenia 617 habitants.

## Geografia
Es troba en un fons de vall, a uns 460 msnm i a uns 25 km de la costa. Té una superfície de 58,05 km² i les frazioni Agaggio Inferiore, Agaggio Superiore, Aigovo, Andagna, Corte, Gavano, Glori, Grattino i Perallo. Limita amb Badalucco, Bajardo, Carpasio, Castelvittorio, Montalto Ligure, Montegrosso Pian Latte, Rezzo i Triora.

## Evolució demogràfica
| Gràfica d'evolució de Molini di Triora entre 1861 i 2011 |
|                                                          |
| Font: ISTAT                                              |